# Legende (Bunk)

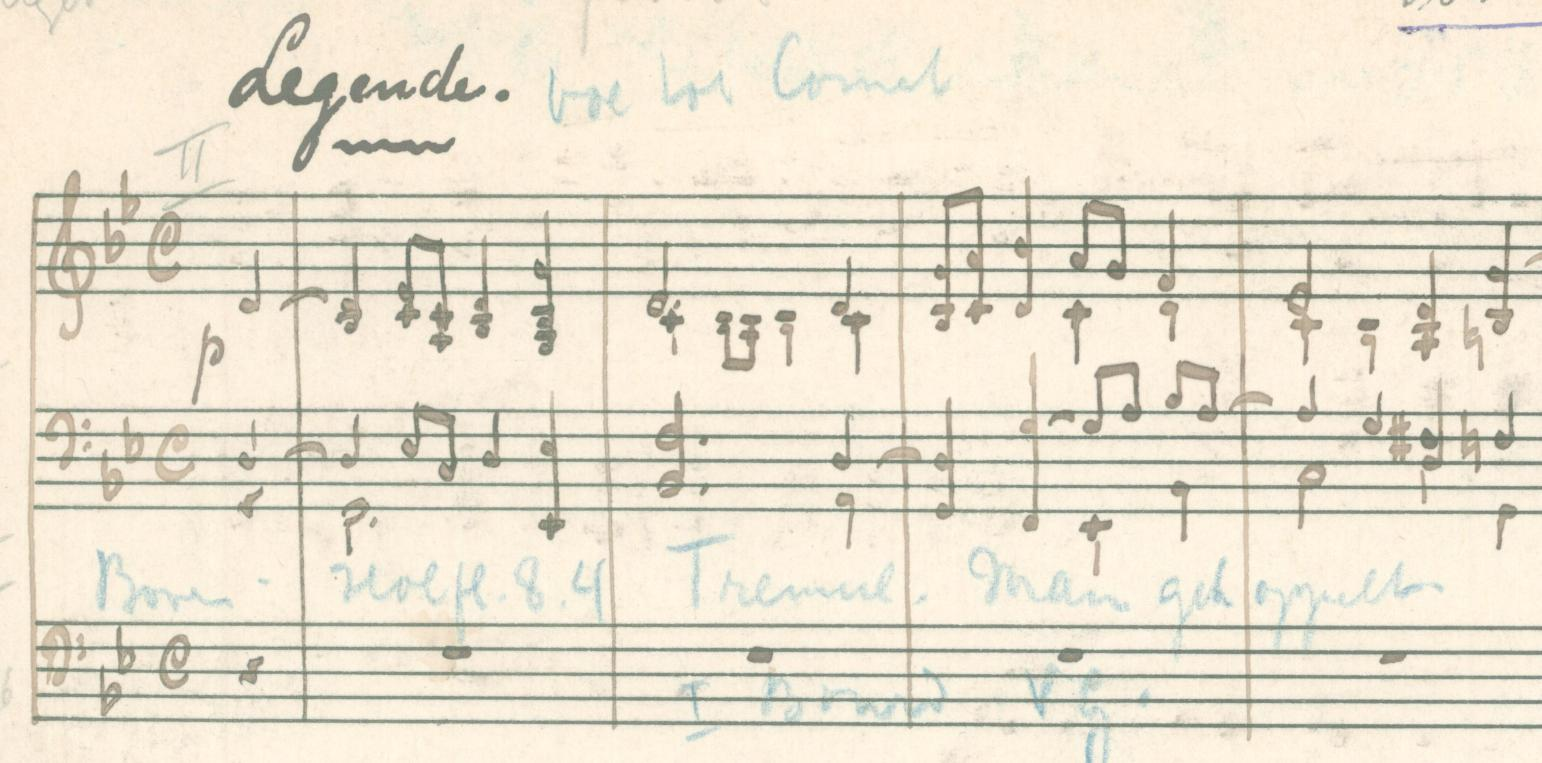
Das Thema der Legende in Bunks Handschrift

Die Legende g-Moll op. 29 ist das erste große Orgelwerk und das erste veröffentlichte Werk des Komponisten Gerard Bunk. Es gilt als eine der charakteristischsten Orgelkompositionen Bunks und der Nach-Jahrhundertwende.

## Entstehung, Uraufführung, Veröffentlichung
Komponiert im Mai 1908 in Bielefeld, brachte Bunk selbst sein Werk am 15. November des gleichen Jahres in der Bielefelder Johanniskirche zur Uraufführung. Zwei Jahre später wurde die Legende bei J. Nöroth Nachfolger J. Day in Trier veröffentlicht. Bunk führte sein Werk, für das er eine Aufführungsdauer von ca. 15 Minuten vorsieht, später als Symphonische Legende auf. 1996 erschien sie im Verlag von Breitkopf & Härtel, 2010 auch bei Bärenreiter.

## Beschreibung, Rezeption
Die durchkomponierte Legende deutet Nicholas Fogg als aus vier Teilen bestehend (Moderato g-Moll 4/4 T. 1–60, Allegretto G-Dur 9/8 T. 93–249, Tempo di Marcia c-Moll 4/4 T. 178–236 und Maestoso g-Moll T. 4/4 251–320), die durch drei Überleitungspassagen verbunden sind. Das Stück könne „daher als Orgelsonate oder -sinfonie betrachtet werden, wenn auch in einer komprimierten Version“. Für Wolfgang Stockmeier ist es „eine Art symphonische Dichtung, der ein geheimes Programm zugrunde liegen mag, das zu verschweigen indessen das gute Recht eines Komponisten ist.“ „Besonders gefällt mir die ruhige und plastische Anlage des Ganzen“, schreibt Albert Schweitzer 1910 an Bunk, „Ihr Stil ist eine wirkungsvolle Vereinigung von dem Mendelssohns und dem César Francks“. „Man muß hinzufügen“, so Stockmeier weiter, „daß auch Wagner Spuren in ihm hinterlassen hat, stellenweise in der Harmonik (Tristan-Akkord T. 150 f. u. a.), ganz deutlich aber im Waldweben des Mittelteils [Allegretto]. Später hat Bunk das Stück für Orchester bearbeitet. Er mochte wohl gefühlt haben, daß die in ihr vorhandenen orchestralen Strukturmerkmale eine solche Bearbeitung nahelegten“. Währenddessen betont Walter Fischer in der Allgemeinen Musikzeitung Bunks „stark persönliche Note“. Fogg kommt zu dem Ergebnis, es handele sich um „ein äußerst attraktives, verwegenes romantisches Stück, das … ein beliebter Dauerbrenner für Organisten werden sollte.“ Es entstanden zahlreiche Aufnahmen, angefangen 1991 mit Pieter van Dijks Einspielung an der Walcker-Orgel der Martinikerk in Doesburg.

## Bearbeitung
Als Auftragsarbeit der TU Dortmund bearbeitete Constantin Hesselmann die Legende für Blasorchester. Am 4. Februar 2019 wurde diese Fassung unter seiner Leitung vom Sinfonischen Blasorchester der TU Dortmund in der Reinoldikirche Dortmund uraufgeführt.